# Milton Obote
Milton Obote, född 28 december 1924 i byn Akokoro i Apac-distriktet i regionen Lango, Uganda, död 10 oktober 2005 i Johannesburg, Sydafrika, var en ugandisk politiker, landets premiärminister 1962–1966 och president 1966–1971 samt 1980–1985.

## Biografi
Obote, som tillhörde langofolket, grundade 1957 nationalistpartiet UNC (Uganda National Congress) blev det självständiga Ugandas 
förste premiärminister 1962. År 1966 avsatte han presidenten och kungen av Buganda Edward Mutesa II, och utropade sig själv till president med stark presidentmakt. Den 25 januari 1971 avsattes Obote i en militärkupp, ledd av den efter hand allt mer ökände och fruktade Idi Amin, och gick i landsflykt till Tanzania där han enligt Amins anklagelser planerat att störta Amin genom en statskupp. 
Efter att Tanzania och ugandiska rebeller störtat Amins blodiga styre i april 1979 återkom Obote till makten. Hans styre under åren 1980 till 1985 präglades av ett blodigt inbördeskrig i vilket många civila dog.
År 1985 avsattes Obote av militära ledare i hans egen armé, Tito Okello och Bazilio Olara-Okello. Obote levde därefter i exil i Zambia fram till sin död.